# Hippelates genalis
Hippelates genalis är en tvåvingeart som beskrevs av Thomson 1869. Hippelates genalis ingår i släktet Hippelates och familjen fritflugor. Inga underarter finns listade i Catalogue of Life.